# 新港街道 (汕尾市)
新港街道，是中华人民共和国广东省汕尾市城区下辖的一个乡镇级行政单位。

## 行政区划
新港街道下辖以下地区：
立新社区、海港社区、海滨社区、新园社区、金海社区、东风渔业村、前进渔业村、新港村、芳荣村和红卫渔业村。